# 佳島みさ
佳島 みさ（かしま みさ、2003年7月3日 - ）は、日本のファッションモデル、女優。鹿児島県出身。フォスター所属していた。

## 来歴
2017年3月に行われた「シーブリーズ シンデレラオーディション」で、9598人の女子中高生から「青春のシンデレラ」に選ばれ、同年5月にシーブリーズのCMに出演して、芸能界デビュー。同年放送のドラマ『橋ものがたり「小ぬか雨」』（BSスカパー!）で女優デビュー。

## 人物
- 趣味：ドラム[3]
- 特技：ダンス（ヒップホップ、ジャズ）[3]
- 好きな科目：英語、体育[4]
- 好きな運動：バスケットボール[4]、ドッジボール[3]
- 好きな本：住野よる『君の膵臓をたべたい』[3]
- 好きな食べ物：たらこパスタ[3]
- 好きな映画：『アオハライド』[3]、『オオカミ少女と黒王子』[5]

## エピソード
- もともと2歳上の姉がシーブリーズのオーディションを受ける予定だったが、受験のため断念し、姉から勧められて佳島が受けることになった[1]。
- 事務所の先輩であり、シーブリーズのCMでも共演した広瀬すずの「妹分」と呼ばれることがある[1][注 1]。
- 中学1年生の時には、学級副委員長をやっていた[5]。
- 中学校の同級生からは「おでこ」と呼ばれている[1]。

## 出演

### CM
- エフティ資生堂「シーブリーズ」（2017年）
  - 「デオ&ウォーター 恋のせい」篇[6]

### 広告
- 「軍手ィ」（2017年11月） - ポスターモデル[1]

### テレビドラマ
- 橋ものがたり「小ぬか雨」（2017年、BSスカパー!）[1][7]